# Fontenelle (Wyoming)
Fontenelle és una concentració de població designada pel cens dels Estats Units a l'estat de Wyoming. Segons el cens del 2000 tenia 19 habitants.

## Demografia
Segons el cens del 2000, Fontenelle tenia 19 habitants, 5 habitatges, i 5 famílies. La densitat de població era de 2,1 habitants/km².
Dels 5 habitatges en un 80% hi vivien nens de menys de 18 anys, en un 100% hi vivien parelles casades, en un 0% dones solteres, i en un 0% no eren unitats familiars. En el 0% dels habitatges hi vivien persones soles el 0% de les quals corresponia a persones de 65 anys o més que vivien soles. El nombre mitjà de persones vivint en cada habitatge era de 3,8 i el nombre mitjà de persones que vivien en cada família era de 3,8.
Per edats la població es repartia de la següent manera: un 42,1% tenia menys de 18 anys, un 5,3% entre 18 i 24, un 31,6% entre 25 i 44, un 21,1% de 45 a 60 i un 0% 65 anys o més.
L'edat mediana era de 30 anys. Per cada 100 dones de 18 o més anys hi havia 83,3 homes.
La renda mediana per habitatge era de 0 $ i la renda mediana per família de 0 $. Els homes tenien una renda mediana de 0 $ mentre que les dones 0 $. La renda per capita de la població era de 0 $. Entorn del 100% de les famílies i el 100% de la població estaven per davall del llindar de pobresa.

## Poblacions més properes
El següent diagrama mostra les poblacions més properes.